# Klępiny
Klępiny [pronunciación en polaco: /klɛmˈpinɨ/] (en alemán: Klempin) es un pueblo ubicado en el distrito administrativo de Gmina Trąbki Wielkie, dentro del Condado de Gdańsk, Voivodato de Pomerania, en Polonia del norte. Se encuentra aproximadamente a 5 kilómetros al este de Trąbki Wielkie, a 12 kilómetros al sur de Pruszcz Gdański, y a 23 kilómetros al sur de la capital regional Gdańsk. Está localizado dentro de la región histórica de Pomerania.
El pueblo tiene una población de 64 habitantes.
Klępiny era un pueblo de la realeza de la Corona polaca, administrativamente localizado en el Condado de Tczew en el Voivodato de Pomerania.